# Houngomey
Houngomey è un arrondissement del Benin situato nella città di Za-Kpota (dipartimento di Zou) con 9.777 abitanti (dato 2006).